# Communauté de communes de la Fave
Pour les articles homonymes, voir Fave (homonymie).
La communauté de communes de la Fave est une ancienne communauté de communes française, qui était située dans le département des Vosges en région Lorraine.

## Histoire
Le 1er janvier 2014, la communauté de communes fusionnent avec les communautés de communes de la Fave et de la Meurthe et du Val de Galilée pour former la Communauté de communes Fave, Meurthe, Galilée.

## Composition
Elle regroupe les 7 communes du canton de Provenchères-sur-Fave :
- Le Beulay
- Colroy-la-Grande
- La Grande-Fosse
- Lubine
- Lusse
- La Petite-Fosse
- Provenchères-sur-Fave

## Administration
| Période                                  | Période          | Identité                        | Étiquette | Qualité                      |
| ---------------------------------------- | ---------------- | ------------------------------- | --------- | ---------------------------- |
| Les données manquantes sont à compléter. |                  |                                 |           |                              |
| 2008                                     | 1er janvier 2014 | Arnould de Bazelaire de Lesseux | DVD       | Maire de Lusse (depuis 2008) |